# Федерация греко-римской, вольной и женской борьбы Республики Казахстан
Федерация греко-римской, вольной и женской борьбы Республики Казахстан была образована в 1992 году для развития в Казахстане таких входящих в программу летних Олимпийских игр видов спорта, как греко-римская борьба, вольная борьба и женская борьба.

## Структура
- Президент Федерации — Турлыханов Даулет Болатович
- Первый вице-президент — Музапаров Марат Омирбекович
- Вице-президент — Адай Батырбекович Тшарбаев
- Вице-президент по женской борьбе — Рая Прмагамбетовна Удербаева
- Генеральный секретарь -Султанов Димаш

## История развития борьбы в Казахстане

### Греко-римская борьба
Первым казахским профессиональным борцом считается легендарный Кажымукан (Мукан) Мунайтпасов (1871—1948) неоднократный чемпион России, победитель международных соревнований и чемпионатов мира по греко-римской борьбе, обладатель почётного звания «Батыр казахского народа». Кажымукан учился около двух лет в школе Лебедева. Выступал вплоть до 1940 года.
Первым среди спортсменов Казахстана стал заслуженным мастером спорта СССР и первым в Казахстане Олимпийским чемпионом (1964) стал борец греко-римского стиля Анатолий Колесов.

### Женская борьба
В Казахстане женская борьба относительно молодой вид спорта. Она начала бурно развиваться после того, как девушки завоевали впервые на чемпионате мира 2007 года в городе Баку национальная команда по женской борьбе была удостоена медалями: серебряной удостоена Смирнова Ольга, бронзовые награды завоевали Шалыгина Елена и Жанибекова Ольга. Именно после 2007 года женская борьба в Казахстане стала активно развиваться, за честь республики боролись такие талантливые спорсменки — Эшимова-Туртбаева Жулдыз, Бакатюк Татьяна, Абдильдина Айым, Дарья Карпенко, Манюрова Гюзель, Захарова Татьяна.

## Олимпиада 2012
На летней олимпиаде 2012 года в Лондоне казахстанские борцы Даниял Магомедович Гаджиев, Гюзель Тагировна Манюрова и Акжурек Достыкович Танатаров завоевали 3 бронзовых медали.